# Народная партия Армении
Народная партия Армении (арм. Հայաստանի Ժողովրդական Կուսակցություն Айастани Жоговрдакан Кусакцутюн; НПА) — левая социалистическая политическая партия в Армении.

## История
Создана в 1998 году советским и армянским партийным и государственным деятелем Кареном Демирчяном.
Перед парламентскими выборами 1999 года Народная партия Армении сформировала политический союз с Республиканской партией Армении, известный как «Блок единства». Альянс набрал 41,4% голосов избирателей, получив 62 места в Национальном собрании.
Партия решила принять участие в парламентских выборах 2003 года в составе коалиции «Справедливость». После выборов коалиция «Справедливость» получила 13,6% голосов избирателей и 14 из 131 места. Она стала второй по величине группой в Национальном собрании. Ее кандидат в президенты Степан Демирчян набрал 28,03% голосов избирателей в первом туре президентских выборов 2003 года в Армении, но проиграл после второго тура.
Партия участвовала в парламентских выборах 2007 года независимо и получила 1,68% голосов избирателей, однако не получила ни одного места.
Перед парламентскими выборами 2017 года партия сформировала политический альянс с Армянским национальным конгрессом. Однако альянс получил всего 3,72% голосов и не получил ни одного места.
Партия решила не участвовать в досрочных парламентских выборах 2018 года. Степан Демирчян поздравил Никола Пашиняна с победой на выборах.

## Лидеры
- Карен Демирчян (с 1998 по 1999) — погиб в результате теракта в Армянском парламенте 27 октября 1999 года.
- Степан Демирчян — с 1999